# Atletica leggera ai Giochi della XX Olimpiade - Lancio del disco maschile

Video della Finale

Il lancio del disco ha fatto parte del programma maschile di atletica leggera ai Giochi della XX Olimpiade. La competizione si è svolta nei giorni 1-2 settembre 1972 allo Stadio olimpico di Monaco.

## Presenze ed assenze dei campioni in carica
| Competizione      | Atleta        | Prestazione | Monaco 1972  |
| ----------------- | ------------- | ----------- | ------------ |
| Olimpiadi 1968    | Alfred Oerter | 64,78 m     | Ritir. 1969  |
| Commonwealth 1970 | George Puce   | 59,02 m     | Assente      |
| Panamericani 1971 | Dick Drescher | 62,26 m     | 5º ai Trials |
| Europei 1971      | Ludvík Daněk  | 63,90 m     | Presente     |

Il vincitore dei Trials USA è Jay Silvester con 64,36 m. L'americano è anche primatista mondiale con 68,40 m, stabilito nel 1968.

## Risultati

### Turno eliminatorio
Qualificazione59,00 m
Quattordici atleti ottengono la misura richiesta.

La miglior prestazione appartiene a Ludvík Daněk (Tch), con 64,32 m.
| Pos. | Atleta                | Nazione        | Prove | Prove | Prove | Misura | Note |
| Pos. | Atleta                | Nazione        | 1ª    | 2ª    | 3ª    | Misura | Note |
| ---- | --------------------- | -------------- | ----- | ----- | ----- | ------ | ---- |
| 1    | Pentti Kahma          | Finlandia      | 58,50 | 61,24 | -     | 61,24  | Q    |
| 2    | Ricky Bruch           | Svezia         | 61,24 | -     | -     | 61,24  | Q    |
| 3    | Jay Silvester         | Stati Uniti    | 58,98 | 61,20 | -     | 61,20  | Q    |
| 4    | Ferenc Tégla          | Ungheria       | 60,60 | -     | -     | 60,60  | Q    |
| 5    | Tim Vollmer           | Stati Uniti    | 59,60 | -     | -     | 59,60  | Q    |
| 6    | Namakoro Niaré        | Mali           | 59,38 | -     | -     | 59,38  | Q    |
| 7    | Detlef Thorith        | Germania Est   | 59,36 | -     | -     | 59,36  | Q    |
| 8    | Leslie Roy Mills      | Nuova Zelanda  | 59,22 | -     | -     | 59,22  | Q    |
| 9    | Klaus-Peter Hennig    | Germania Ovest | 55,32 | n     | 58,64 | 58,64  |      |
| 10   | Hein-Direck Neu       | Germania Ovest | 56,36 | 58,10 | n     | 58,10  |      |
| 11   | Ain Roost             | Canada         | 56,58 | 55,48 | n     | 56,58  |      |
| 12   | John Watts            | Gran Bretagna  | 53,48 | n     | 53,86 | 53,86  |      |
| 13   | Kaj Andersen          | Danimarca      | n     | 51,60 | 53,52 | 53,52  |      |
| 14   | Said Farouk Al-Turki  | Arabia Saudita | n     | 33,78 | n     | 33,78  |      |
| -    | Armando De Vincentiis | Italia         | n     | n     | n     | NM     |      |

| Pos. | Atleta                | Nazione        | Prove | Prove | Prove | Misura | Note |
| Pos. | Atleta                | Nazione        | 1ª    | 2ª    | 3ª    | Misura | Note |
| ---- | --------------------- | -------------- | ----- | ----- | ----- | ------ | ---- |
| 1    | Ludvík Daněk          | Cecoslovacchia | 64,32 | -     | -     | 64,32  | Q    |
| 2    | Jorma Rinne           | Finlandia      | 62,02 | -     | -     | 62,02  | Q    |
| 3    | Géza Fejér            | Ungheria       | 61,58 | -     | -     | 61,58  | Q    |
| 4    | János Murányi         | Ungheria       | 54,42 | 60,34 | -     | 60,34  | Q    |
| 5    | Silvano Simeon        | Italia         | 58,38 | 59,78 | -     | 59,78  | Q    |
| 6    | John Powell           | Stati Uniti    | 54,94 | 59,30 | -     | 59,30  | Q    |
| 7    | Dirk Wippermann       | Germania Ovest | 56,42 | 58,10 | 57,96 | 58,10  |      |
| 8    | Zdravko Pečar         | Jugoslavia     | n     | 57,84 | 53,52 | 57,84  |      |
| 9    | Bill Tancred          | Gran Bretagna  | n     | 55,86 | 57,24 | 57,24  |      |
| 10   | Robin Tait            | Nuova Zelanda  | 56,60 | 55,88 | n     | 56,60  |      |
| 11   | Hartmut Losch         | Germania Est   | 56,54 | n     | 56,28 | 56,54  |      |
| 12   | Erlendur Valdimarsson | Islanda        | 55,38 | 55,16 | 53,26 | 55,38  |      |
| 13   | Praveen Kumar         | India          | 52,58 | 53,12 | 51,58 | 53,12  |      |
| 14   | Heimo Reinitzer       | Austria        | n     | 52,32 | 52,56 | 52,56  |      |

### Finale
È la prima finale dopo le quattro vittorie consecutive di Al Oerter. La gara è aperta a tutti i possibili sviluppi. Dopo il primo turno è in testa l'ungherese Fejer con 62,50. Ma viene presto sopravanzato, senza riuscire più a replicare, da due americani: prima Powell (al secondo turno) e poi da Silvester (al terzo). Quest'ultimo conduce la gara fino all'ultimo turno, quando viene sorpreso dal cecoslovacco Danek, che indovina un lancio a 64,40 metri che gli vale l'oro.
| Pos.    | Atleta           | Età | Nazione        | Prove | Prove | Prove | Prove                       | Prove                       | Prove                       | Misura | Note |
| Pos.    | Atleta           | Età | Nazione        | 1ª    | 2ª    | 3ª    | 4ª                          | 5ª                          | 6ª                          | Misura | Note |
| ------- | ---------------- | --- | -------------- | ----- | ----- | ----- | --------------------------- | --------------------------- | --------------------------- | ------ | ---- |
| Oro     | Ludvík Daněk     | 35  | Cecoslovacchia | 58,12 | 60,38 | 62,38 | 62,54                       | 61,70                       | 64,40                       | 64,40  |      |
| Argento | Jay Silvester    | 34  | Stati Uniti    | 62,12 | n     | 63,50 | n                           | n                           | 62,86                       | 63,50  |      |
| Bronzo  | Ricky Bruch      | 26  | Svezia         | 59,12 | n     | 61,52 | 62,76                       | 63,40                       | 62,60                       | 63,40  |      |
| 4       | John Powell      | 25  | Stati Uniti    | 61,92 | 62,82 | 60,44 | n                           | 61,38                       | n                           | 62,82  |      |
| 5       | Géza Fejér       | 27  | Ungheria       | 62,50 | 62,56 | n     | n                           | 61,50                       | 62,62                       | 62,62  |      |
| 6       | Detlef Thorith   | 29  | Germania Est   | 61,74 | 62,42 | 61,06 | n                           | 59,88                       | n                           | 62,42  |      |
| 7       | Ferenc Tégla     | 25  | Ungheria       | 58,38 | 59,66 | 57,40 | n                           | 58,16                       | 60,60                       | 60,60  |      |
| 8       | Tim Vollmer      | 25  | Stati Uniti    | 59,26 | 60,24 | n     | n                           | n                           | 58,54                       | 60,24  |      |
| 9       | Pentti Kahma     | 28  | Finlandia      | 57,20 | 58,92 | 59,66 | n                           | 58,92                       | n                           | 59,66  |      |
| 10      | Silvano Simeon   | 26  | Italia         | 58,80 | 59,34 | 58,36 | Non ammessi ai lanci finali | Non ammessi ai lanci finali | Non ammessi ai lanci finali | 59,34  |      |
| 11      | Jorma Rinne      | 36  | Finlandia      | 57,30 | 56,88 | 59,22 | Non ammessi ai lanci finali | Non ammessi ai lanci finali | Non ammessi ai lanci finali | 59,22  |      |
| 12      | János Murányi    | 28  | Ungheria       | 57,92 | 57,16 | n     | Non ammessi ai lanci finali | Non ammessi ai lanci finali | Non ammessi ai lanci finali | 57,92  |      |
| 13      | Namakoro Niaré   | 29  | Mali           | 56,48 | 55,10 | n     | Non ammessi ai lanci finali | Non ammessi ai lanci finali | Non ammessi ai lanci finali | 56,48  |      |
| 14      | Leslie Roy Mills | 37  | Nuova Zelanda  | n     | 54,48 | 55,86 | Non ammessi ai lanci finali | Non ammessi ai lanci finali | Non ammessi ai lanci finali | 55,86  |      |